# جون دود (لاعب كرة قاعدة)
جون دود (بالإنجليزية: John Dowd)‏ هو لاعب كرة قاعدة أمريكي، ولد في 3 يناير 1891 في ويماوث في الولايات المتحدة، وتوفي في 31 يناير 1981 في فورت لودرديل في الولايات المتحدة.